# Поттенштайн (Нижняя Австрия)
Поттенштайн (нем. Pottenstein (Niederösterreich)) — ярмарочная коммуна (нем. Marktgemeinde) в Австрии, в федеральной земле Нижняя Австрия.
Входит в состав округа Баден. Население составляет 2945 человек (на 31 декабря 2005 года). Занимает площадь 33,4 км². Официальный код — 3 06 27.

## Политическая ситуация
Бургомистр коммуны — Манфред Швайгер (СДПА) по результатам выборов 2005 года.
Совет представителей коммуны (нем. Gemeinderat) состоит из 21 места.
- АНП занимает 10 мест.
- СДПА занимает 10 мест.
- местный список: 1 место.